# Basi (bevanda)

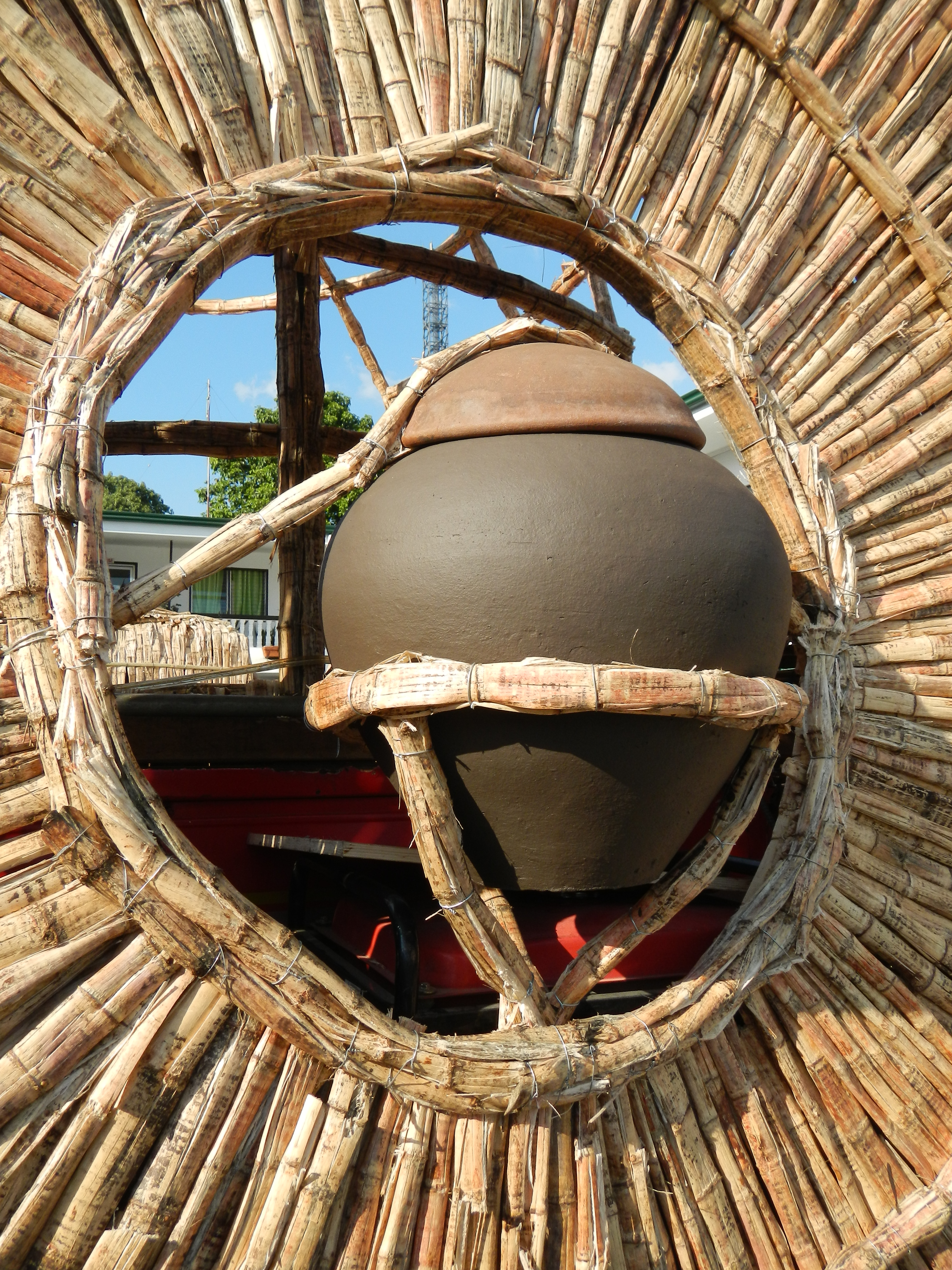
Un carro allegorico al Festival di Aringay raffigurante un gigantesco tapayan di basi

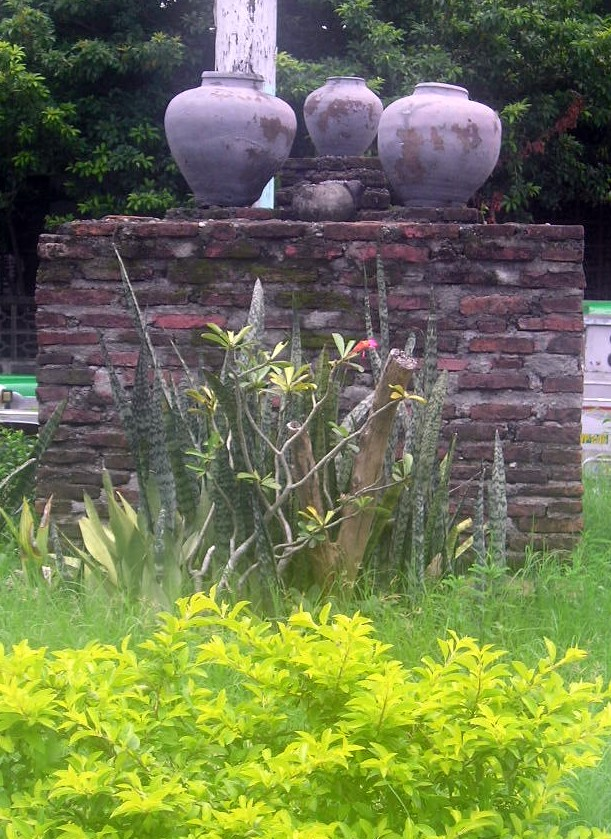
Monumento alla Rivolta del basi

Il basi è una bevanda alcolica fermentata fatta con la canna da zucchero, tipica della regione di Ilocos del Luzon settentrionale, nelle Filippine.

## Descrizione
Il basi è la bevanda locale dell'Ilocos nel Luzon settentrionale a San Ildefonso, dove si consuma da prima della conquista spagnola. Nelle Filippine, il basi commerciale si produce dapprima frantumando la canna da zucchero ed estraendo il succo. Questo è bollito in vasche e poi immagazzinato in vasi di terracotta (tapayan). Una volta che il succo si è raffreddato, si aggiungono aromi fatti di riso glutinoso macinato e di corteccia di duhat (prugna di Giava) di altri frutti o cortecce. I vasi sono sigillati con foglie di banana e lasciati a fermentare per vari anni. La bevanda risultante è di colore rosso pallido. Se fatta fermentare più a lungo, si trasforma in suka o aceto.

## Rivolta del basi
La cosiddetta "Rivolta del basi" del 1807 avvenne a Piddig, nella provincia di Ilocos Norte, quando i governanti spagnoli delle Filippine bandirono di fatto la fabbricazione privata della bevanda, obbligando gli abitanti ad acquistarla esclusivamente nei negozi del governo. Per ricordare l'evento, ogni anno a Naguilian, nella provincia di La Union, si tiene un Festival del basi.
Recentemente, il Sangguniang Bayan (Consiglio municipale) di San Ildefonso approvò una legge dichiarando il 16 settembre giorno festivo non lavorativo e diede alla vecchia strada di Gongogong il nome di via Ambaristo in onore di Pedro Ambaristo, capo della Rivolta del basi. Il sindaco Christian Purisima inserì il basi come loro concorrente nel programma Una Città; Un Prodotto (One Town; One Product, OTOP) promosso dall'allora governatore di Ilocos Sur Deogracias Savellano.

## Produzione commerciale
La Basi del Diablo Wines of the Salucop Group, Inc. iniziò a fare basi nell'anno 1906, 99 anni dopo la Rivolta del basi. Il prodotto di maggior spicco di questo vinificatore è l'Ambaristo, che prende nome dall'eroe della Rivolta del basi Pedro Ambaristo.
Il Naguilian Basi è un'altra marca di basi nella parte settentrionale delle Filippine, prodotto a Naguilian.